# Dvärgörn
Dvärgörn (Hieraaetus pennatus) är en liten örn som förekommer i södra Europa, norra Afrika och delar av Asien samt isolerat i sydvästra Afrika.

## Utseende och läte

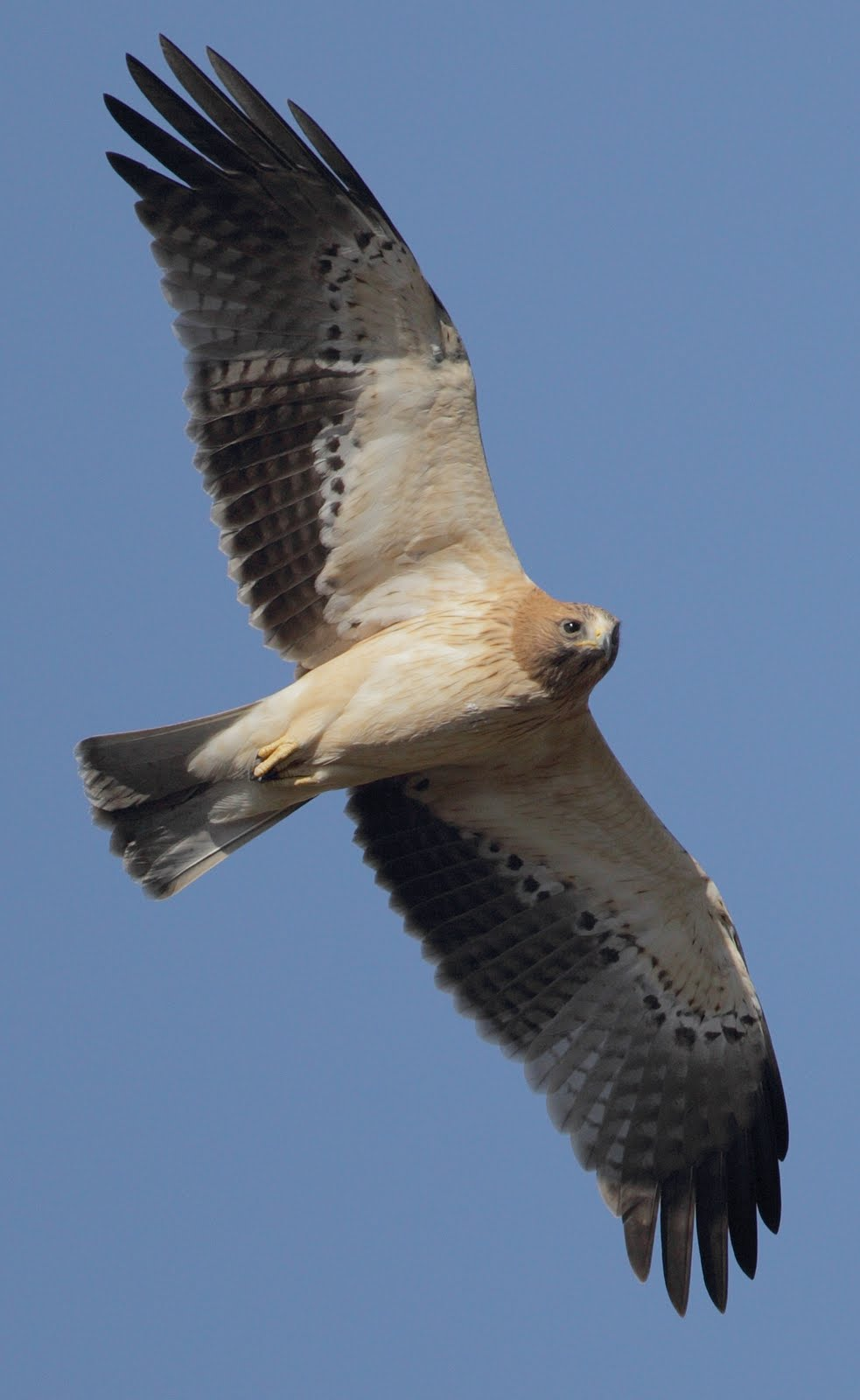
Ljus morf av dvärgörn.

Dvärgörnen gör skäl för sitt namn. Med sin längd på 42–51 cm är den jämnstor med exempelvis ormvråken, men är örnlik både i formen med sin fylliga hand och i flykten med snabb, rak kurs och längre glid. Stjärten är relativt lång, 4/5 av eller lika med vingbredden och tvärt avskuren. Dess främsta kännetecken är en vit fläck längst in på vingen framtill, synlig framifrån. 
Dvärgörnen uppträder i två morfer. Den ljusa har vit undersida, vita undre vingtäckare och kontrasterande svarta vingpennor, varav de tre inre handpennorna är ljusare och bandade. Den mörka morfen är genomgående mörkbrun men även den med de typiskt ljusare tre inre handpennorna. Båda morferna har ett typiskt gulbrunt fält snett över armen ovanpå vingen. 
Under häckningstiden låter den mycket, vanligast med ett gällt kli-kli-kli.

## Utbredning
Dvärgörnen förekommer från sydvästra Europa och nordvästra Afrika österut genom Östeuropa, Mindre Asien och Kaukasus till Centralasien, nordost till Mongoliet, området kring Bajkalsjön (möjligen till östra och nordöstra Kina och söderut till norra och västra Pakistan, norra Indien och Nepal. Den häckar också isolerat i södra Sydafrika (Västra och Östra Kapprovinsen) samt norra Namibia. Vintern tillbringar den mestadels i Afrika söder om Sahara och i Sydasien, främst i Indien.

### Förekomst i Sverige
I Sverige är dvärgörnen en mycket sällsynt gäst med endast 31 fynd fram till och med 2021. De allra flesta dvärgörnar har observerats i Skåne, i augusti och september.

### Systematik
Dvärgörnen beskrevs som Hieraeetus pennatus av Gmelin 1788. Den ansågs länge vara nära släkt med exempelvis hökörnen. DNA-studier visade dock att både Hieraaetus och det närbesläktade släktet Aquila var parafyletiska i förhållande till varandra, varför exempelvis Sveriges ornitologiska förening taxonomikommitté 2007 beslutade att flytta Hieraaetus-arterna, däribland dvärgörn, till Aquila. Senare DNA-studier har dock visat att dvärgörnen formar en monofyletisk grupp tillsammans med de andra små örnarna ödleörn, småörn, pygméörn och fläckörn. 2017 valde därför Sveriges ornitologiska förening (som då bytt namn till BirdLife Sverige) att återföra dvärgörnen till Hieraaetus.
Även om vissa auktoriteter delar upp dvärgörnen i ett flertal underarter behandlas den numera oftast som en monotypisk art, det vill säga utan underarter.
Dvärgörnen är intressant nog en av den nyzeeländska moaörnens närmaste släktingar, trots den kraftiga storleksskillnaden – moaörnen tros vara den största örnart som levt på jorden.

## Levnadssätt
Dvärgörnen återfinns i öppet skogslandskap med berg, gläntor och fält. Den har påträffats upp till 3000 meter över havet.

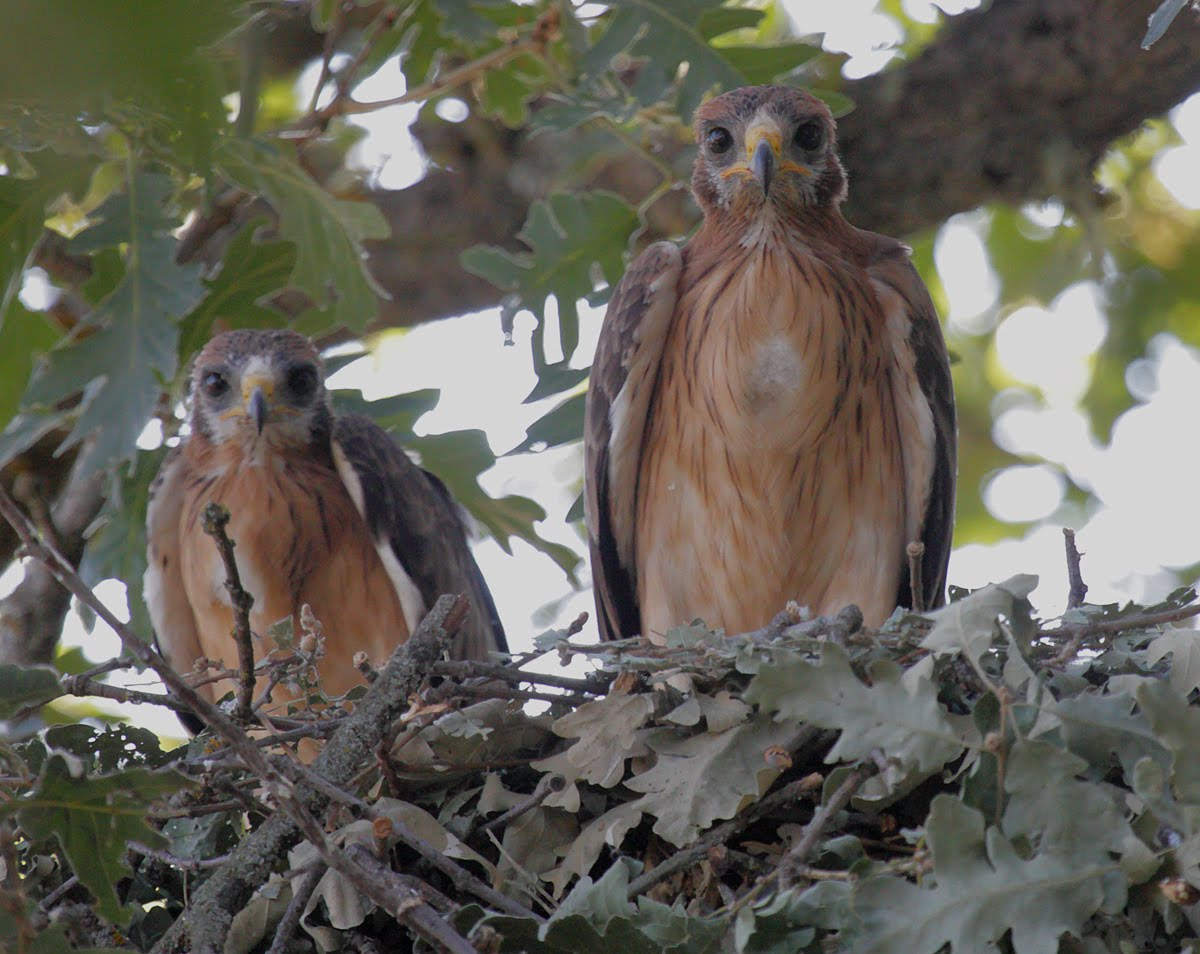
Bo av dvärgörn.

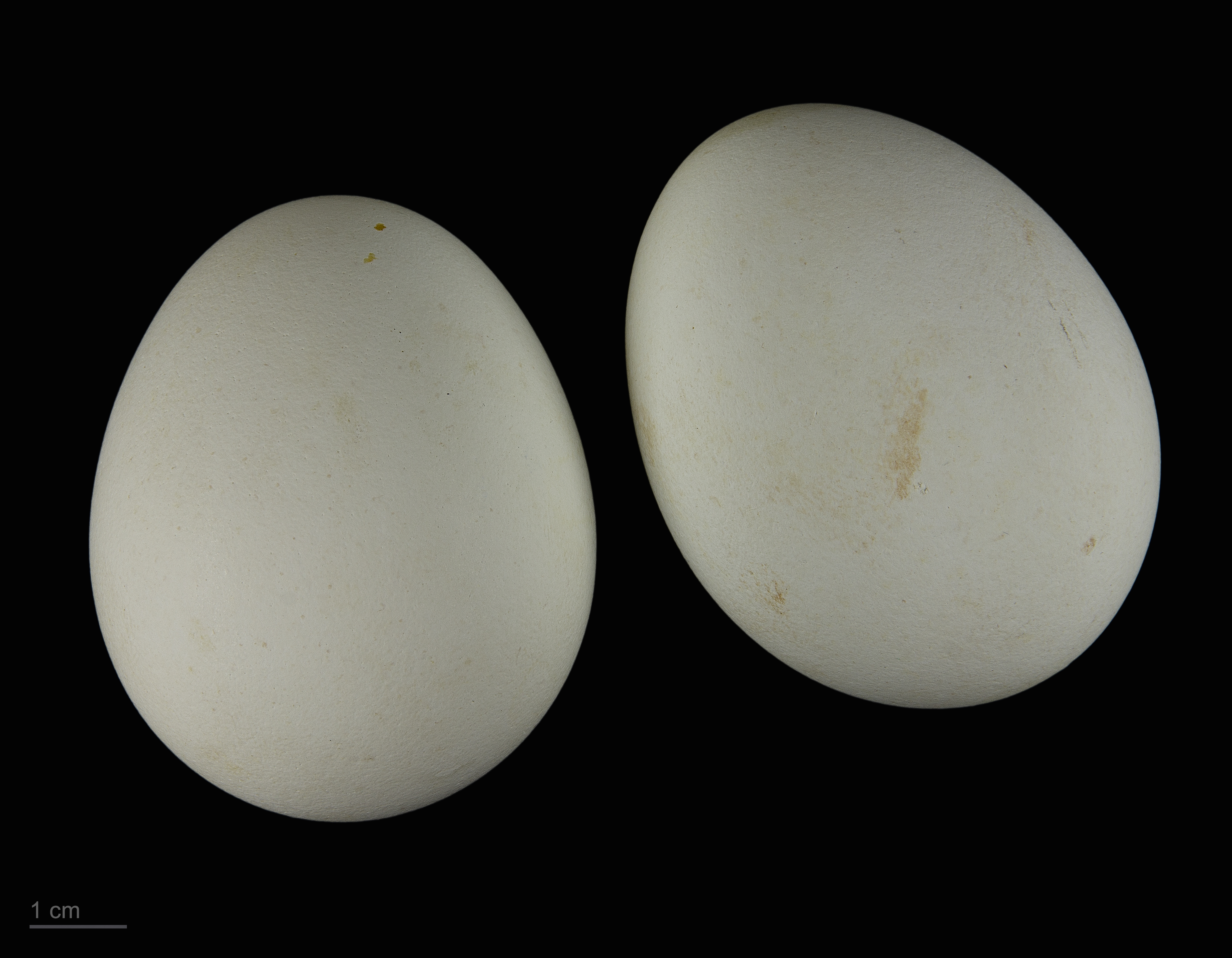
Dvärgörnens ägg.

### Häckning
Fågeln bygger sitt bo av grenar som fodras med gröna löv, som placeras i träd eller mer sällan på klipphyllor. Den kan också ta över ett annat bo som tidigare använts av exempelvis brun glada eller gråhäger. Dvärgörnen lägger 1–2 ägg som honan ruvar i 45 dagar. Hon matas av hanen och vaktar boet sedan äggen kläckts. Ungarna är flygga efter 70–75 dagar.

### Föda
Födan består framför allt av småfåglar men också av kaniner, sislar och reptiler. Från en höjd på 200 till 300 meter störtdyker den med infällda vingar ner mot bytet som befinner sig på eller nära marken. Den tar byten som kan väga upp till fem gånger mer än dvärgörnen.

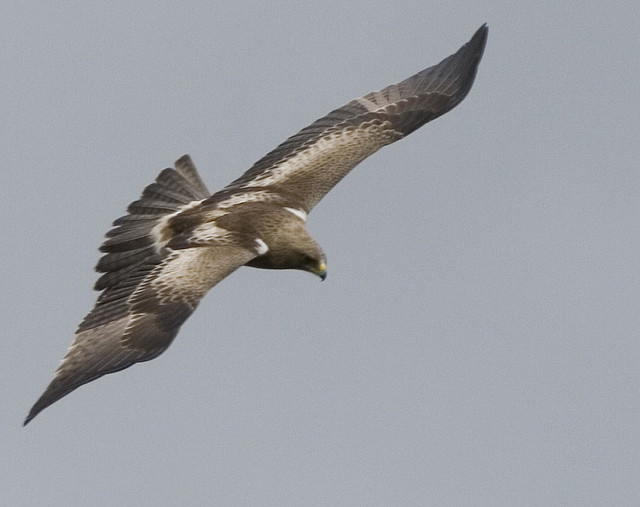
Dvärgörn med de arttypiska "positionsljusen" längst in på vingarnas framkant.

### Flyttning
Dvärgörnen är huvudsakligen en flyttfågel, även om den är stannfågel i norra Indien och Balearerna. Den har även påträffats övervintrande i södra Spanien. Fåglar i norra delen av utbredningsområdet flyttar i september och återkommer i mars och april. Häckfåglarna i Sydafrika rör sig norrut i mars och återkommer i augusti. Under flyttningen tros den passera Medelhavet på bred front efter observationer på öar i Medelhavet. Den påträffas sällan i grupper om mer än fem individer och håller sig undan från andra rovfåglar.

## Status och hot
I Europa tros det finnas 23 100–29 100 par, vilket motsvarar 46 300–58 300 adulta individer. Eftersom Europa utgör drygt 30% av utbredningsområdet tror man mycket preliminärt att världspopulationen består av 149 000–188 000 aulta individer. 
Om arten ökar eller minskar är oklart. Lokalt minskar den på grund av skogsavverkning, störningar från människan, förföljelse och en nedgång i antalet bytesdjur. I Europa tror man dock att den ökar i antal. Internationella naturvårdsunionen IUCN kategoriserar dvärgörnen som livskraftig (LC).